# Јован Марић (генерал)
Јован Марић (Лука, код Босанског Грахова, 2. јануар 1950 — 11. март 1996) био је генерал-мајор Војске Републике Српске.

## Биографија
Рођен је 1950. од оца Јована, пензионер, и мајке Драгиње, домаћице. По националности је Србин. Био је ожењен и имао је двоје дјеце. Завршио је основну школу 1964; Ваздухопловну војну гимназију 1967; Ваздухопловну војну академију – смјер летење 1970. завршио је врлодобрим успјехом. Курс наставе летења завршио је 1971. са одличним успјехом као и Командно-штабну школу оператике Ратног ваздухопловства и противваздушне одбране 1988. године.
Произведен у чин потпоручника авијације 31. августа 1970, а унапријеђен у чин поручника 29. октобра 1973, капетана 31. октобра 1978, капетана прве класе 22. децембра 1978, мајора 22. децембра 1982, потпуковника 22. децембра 1986, пуковника 22. децембра 1991. и генерал-мајора 16. јуна 1995. Обављао је дужности: на школоваљу за наставника летења 1970; пилотнаставник летења у 249. ловачко-бомбардерској авијацијској ескадрили 1971–1974; командир авијацијског одјељеља у 249. ловачко-бомбардерској авијацијској ескадрили 1975–1979; замјеник командира ескадриле у 249. ловачко-бомбардерској авијацијској ескадрили 1979–1981; командир ескадриле 1981–1984; начелник штаба, уједно замјеник команданта, 105. ловачко-бомбардерског авијацијског пука 1984–1988; командант 105. ловачко-бомбардерског авијацијског пука 1988–1989; помоћник команданта Ваздухопловне војне академије за наставу и научноистраживачки рад 1989–1992; командант, уједно наставник летења, у центру за специјалну обуку Ратног ваздухопловства и противваздушне одбране 1992.
Почетак оружаних сукоба у СФРЈ затекао га је у гарнизону Задар. Учествовао у Одбрамбено-отаџбинском рату од 15. маја 1992. до 14. децембра 1995. У чин генерал-мајора унапријеђен је 16. јуна 1995. године. Обављао је дужност помоћника команданта Главног штаба Војске Републике Српске за ваздухопловства и противваздушну одбрану 1992–1996.
Службовао је у гарнизонима: Задар, Београд и Хан Пијесак. Погинуо је 11. марта 1996. обилазећи јединице ради контроле поштовања мировног Дејтонског споразума у саобраћајној несрећи.

## Одликовања и признања
Одликован у ЈНА:
- Медаља за војне заслуге (1972),
- Орден за војне заслуге са сребрним мачевима (1976),
- Орден Народне армије са сребрном звијездом (1983) и
- Орден за војне заслуге са златним мачевима (1987)

Одликован у ВРС:
- Орден Немањића

Током војне службе седам пута је службено оцјењиван, једном оцјеном истиче се и шест пута оцјеном нарочито се истиче.